# Basílica de Sant Pasqual
El Santuari de Sant Pasqual Bailón, conegut popularment com El Sant, es troba a la ciutat de Vila-real a la comarca de Plana Baixa. El conjunt està format pel Temple Votiu Eucarístic Internacional, proclamat basílica menor pel papa Joan Pau II, la Reial Capella amb el sepulcre de sant Pasqual Bailón, el museu del Pouet del Sant i el convent de clausura de les mares clarises.
El convent té els seus orígens al segle xvi, però és gràcies al fet que hil va viure, morir i ser enterrat Pasqua Bailón, futur santl, que va assolir fama i importància com a lloc de peregrinació. La Reial Capella, construïda al segle xvii per allotjar les restes del sant, era considerada com el primer monument del barroc valencià en ordre de temps i mèrit. Tanmateix, l'antiga església conventual i la capella barroca van ser destruïdes per un incendi provocat el 1936 en el transcurs de la Guerra Civil espanyola. El nou temple no està acabat, encara que és obert al culte. Sí que està acabada la nova Reial Capella, inaugurada el 1992 pel rei Joan Carles I d'Espanya.
La restauració del monestir ha consolidat vestigis tan característics com el claustre, l'escala, la sala De Profundis, i al refectori, el seient que ocupava el sant davant el del beat Andrés Hibernón. Les dues torres campanar acullen un carilló de 72 campanes i un conjunt de 12 campanes de volteig, entre elles la major campana de volteig del món.

## Història
Els orígens del santuari es remunten al segle xvi, quan el 1575 el Papa Gregori XIII per mitjà d'una butlla pontificia va concedir permís a l'Orde franciscà, que havia estat reformada per Sant Pere d'Alcàntara, per a la creació d'un nou convent a les terres del Regne de València. En un primer moment els frares es van instal·lar en l'ermitori de la Mare de Déu de Gràcia, a vores del riu Millars, a la mateixa localitat de Vila-real, però finalment, els Jurats del municipi els van autoritzar per ocupar una petita ermita als afores de la vila, encara que van haver de disputar-se el lloc amb els dominics que també ho pretenien. L'ermita estava situada en raval del camí de Castelló, l'actual "Raval de Sant Pasqual", que rep aquest nom per la presència del convent i el temple.
L'ermita estava dedicada a la Nostra Senyora del Rosari i havia estat fundada el 14 d'octubre de 1571 pel poble vila-realenc per celebrar la victòria cristiana en la batalla de Lepant davant l'Imperi Otomà el 7 d'octubre d'aquell mateix any, festivitat de la Mare de Déu del Rosari i d'allà la dedicació. Els franciscans descalços alcantarins s'hi van instal·lar el novembre de 1578 i van procedir a l'ampliació de la mateixa i a la construcció del nou convent, això sí, respectant la dedicació de la capella a aquella advocació mariana. Van eixamplar el monest tot respectant les normes d'austeritat de l'ordre, com pot apreciar-se encara en el claustre, escales interiors, sala De profundis, refectori i paraments exteriors.
La nau de l'antiga església constava de quatre trams, amb cor elevat al primer sobre l'accés principal, pilastres adossades d'ordre corinti i xicotetes capelles entre els contraforts de les quals es coneix la dedicació a sant Antoni de Pàdua, sant Joan Baptista i la Mare de Déu dels Dolors. L'altar major, amb capçalera plana, tenia la imatge de la Mare de Déu del Roser i als laterals avançats altres dedicats a sant Francesc d'Assís i la Immaculada Concepció. Mancada de creuer, la capella es cobria amb volta d'aresta en la tradició valenciana que va perdurar fins al segle següent, i en el seu segon tram es va obrir una capella ovalada en honor de sant Pere d'Alcàntera, en la qual anys després s'ubicarà l'esplèndida escultura que el representa, tallada per Ignasi Vergara, i s'adornarà amb diverses pintures de Josep Vergara, germà d'aquell.

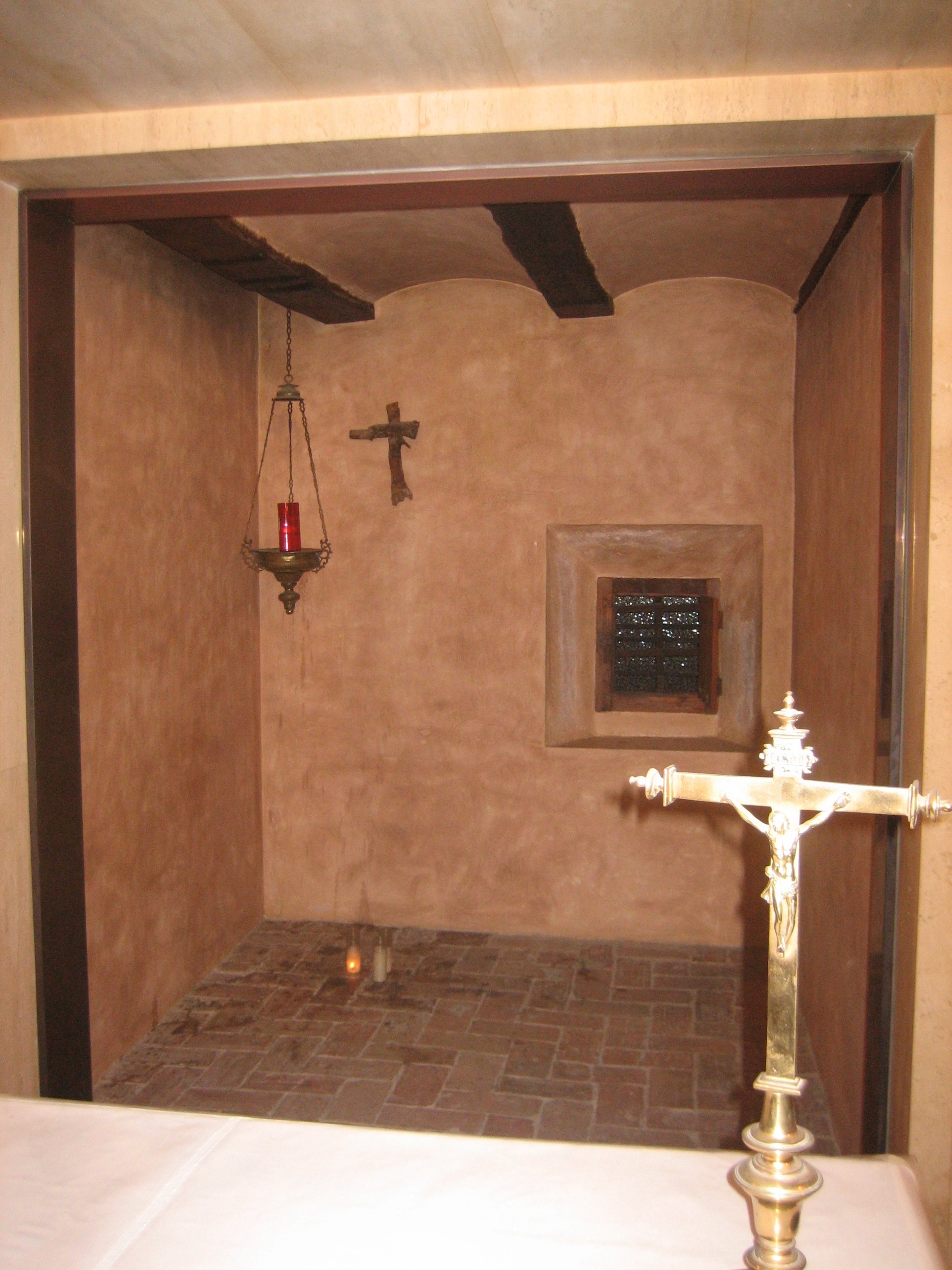
Cambra on visqué i morí Sant Pasqual Baylón en el convent de Vila-real.

La fama i repercussió d'aquest monestir és deguda al frare alcantarí Pasqual Baylón. Aquest ja havia visitat el monestir el 1587 però va ser destinat a Vila-real el 1589, on viuria fins i tot la seva mort el 1592. Aquell mateix any, en el claustre es va excavar un pou de benèfiques aigües, conegut com el Pouet del Sant. Els mateixos frares van enterrar el seu cos a la mateixa església, a peus de l'altar de la Immaculada, a causa de la fama de santedat que havia assolit en vida, i era allà on els fidels veneraven les seves restes. Felip II va aprovar el procés de beatificació, procés potenciat pel seu fill Felip III. El 1599 el mateix Felip III i la seva esposa Margarida d'Àustria van visitar el santuari per visitar la tomba de Pasqual.
Quan aquesta es produeix, a l'octubre de 1618, s'incrementen la devoció i les visites al santuari, de manera que els alcantarins varen decidir la construcció d'una altra capella annexa a la nau principal, on es trasllada en setembre de 1640 el cos del Beat, la causa de canonització del qual ja s'havia impulsat en aquells moments. Però el recinte queda molt prompte xicotet per acollir els nombrosos devots de fra Pasqual Baylón, i immediatament s'inicia una ampliació d'aquest, que es conclou i ornamenta el 1681 amb una exuberant decoració barroca que rodeja l'urna on s'exhibeix el cos del Sant, la canonització del qual arriba el 16 d'octubre de 1690. La protecció que decideix exercir Carles d'Àustria sobre el sepulcre del Sant, li dona a aquest oratori el caràcter de Reial Capella. El convent és ja més conegut pel nom de Sant Pasqual que per l'original del Roser

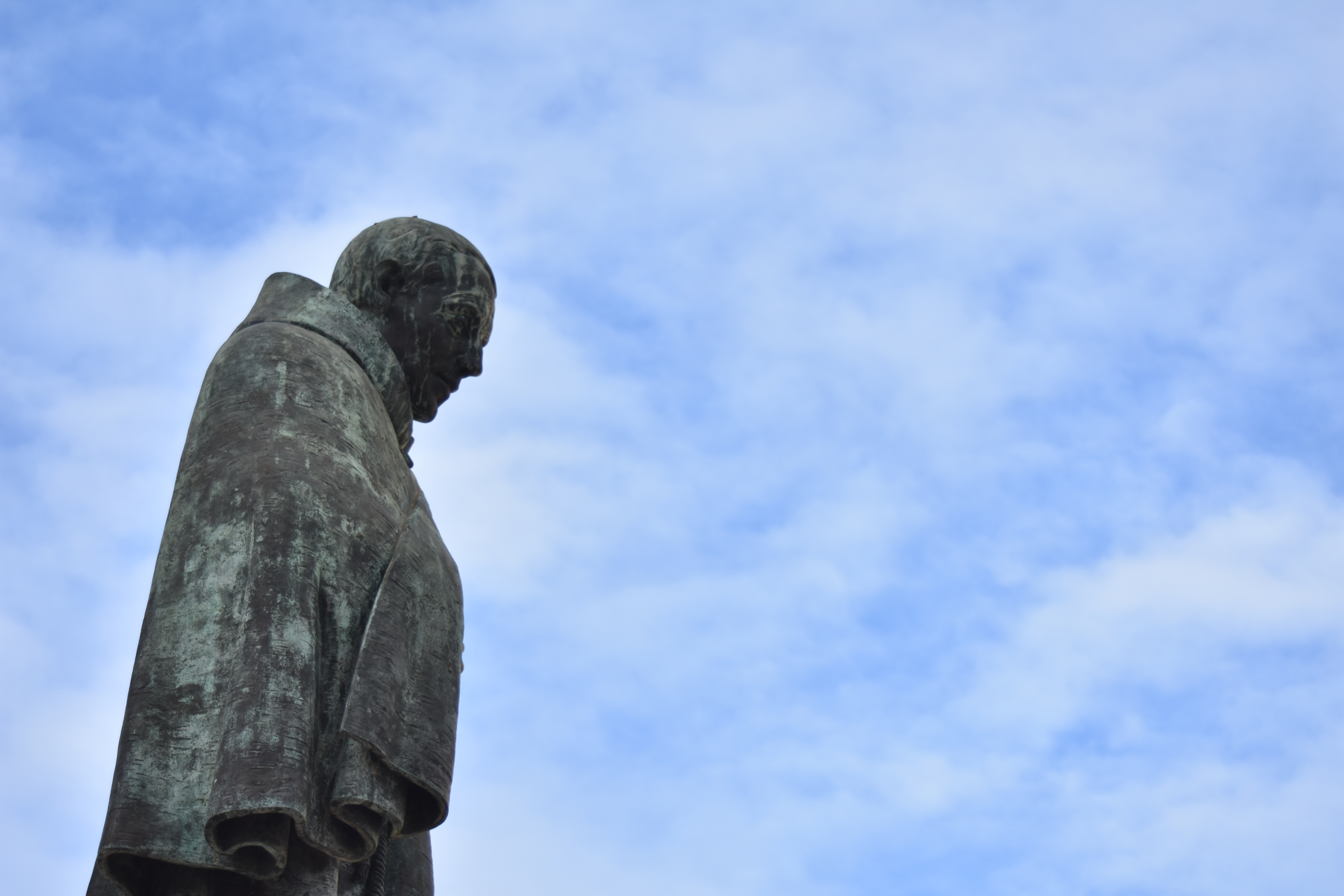
Imatge de Sant Paqual del seu monument situat a la Plaça de Sant Pasqual, davant la Basílica, i construït l'any 1997 per a celebrar el Centenari de la Proclamació de Sant Pasqual com a Patró Universal dels Congressos i Associacions Eucarístiques. Fotografia de Jaume Boné Piñana (Vila-real, 18 de març de 2021)

El 1706, durant el transcurs de la Guerra de Successió Espanyola, la vila de Vila-real va ser assaltada per les tropes borbòniques a les ordres del comte de les Torres. Durant l'assalt, les tropes van incendiar l'arxiu del convent i van destruir diverses dependències. A causa d'aquestes destrosses, el 1721 es va reformar el convent i es va construir un segon claustre, situat al costat de l'original, i on continuaria obert el pou de benèfiques aigües excavat el 1589 i que encara es manté. El mateix segle xviii, concretament el 1790 i amb motiu del primer centenari de la canonització de Sant Pasqual, es van organitzar grans celebracions i es van autoritzar un gran nombre de corregudes de bous en benefici del convent a la plaça al costat del mateix.
Al segle xix, i a causa de la invasió napoleònica, els frares del convent van ocultar el cos del sant en 1811, sent restituïdes al seu lloc habitual el 31 de juliol de 1812. El 1835 es va produir l'exclaustració de la comunitat religiosa a causa de la desamortització, però a l'any següent, el 1836, el convent va ser novament ocupat, aquesta vegada per les monges franciscanes provinents del convent de Santa Clara de Castelló de la Plana. El 15 de maig de 1899 es va produir una Peregrinació Nacional al sepulcre del sant. El 28 de març de 1908, un decret del Vaticà reconeixia el dret de la comunitat de monges clarises sobre la Reial Capella amb el sepulcre del sant.
El 7 de juliol de 1911 es va celebrar una romeria valenciana per clausurar el Congrés Eucarístic celebrat a Madrid i el 8 d'agost del mateix any es va construir una nova espadanya per a la col·locació de dues noves campanes. El 13 d'agost de 1936, en els primers mesos de la Guerra Civil espanyola, el santuari i el sepulcre del sant van ser profanats i incendiats per un grup anarquista de fora de la ciutat. Ja finalitzada la contesa, el 17 de maig de 1942, festivitat de Sant Pasqual, es va posar la primera pedra del nou temple, ja que l'anterior havia quedat reduït a runes. El nou projecte es va posar en marxa gràcies a les donacions anònimes dels fidels, iniciant-se la reconstrucció el 13 de juny de 1949; el maig de 1971 es va donar per finalitzada la primera etapa, posant-se la primera pedra el 17 de maig d'aquell any i consagrant-se l'altar el dia 23 del mateix mes. Durant aquest període, les restes del sant van abandonar el santuari, concretament el 30 de juliol de 1960, quan van ser portades a Múnic per al Congrés Eucarístic celebrat a la ciutat alemanya; les relíquies van ser portades en un reliquiari obra de Julio Fuster. En febrer de 1974, coincidint amb els actes del VII centenari de la fundació de Vila-real, es va obrir al culte i la consagració amb la benedicció de l'auster temple per part del Provincial de l'Orde Franciscà.
A la fi del segle xx es va donar un nou impuls a les obres del nou temple. Així, per al iii centenari de la canonització de sant Pasqual al 1990, i el iv centenari de la seva mort el 1992, es va acabar la façana principal i es van erigir les dues torres campanar, a més d'inaugurar la Real Capella amb el trasllat i col·locació de les restes del sant al seu nou sepulcre en presència de del Rei Joan Carles l. També s'hi va instal·lar el grup escultòric obra del vila-realenc José Ortells a l'altar major per a l'exposició del Santíssim Sagrament i la construcció de la nova Reial Capella que acull les restes del sant, obra del també escultor vila-realenc Vicent Llorens Poy. El 25 de març de 1996, el papa Joan Pau II va atorgar al temple la dignitat de basílica menor. El 15 de setembre de 1997 s'hi va celebrar el vii Congrés Eucarístic Nacional.